# General Villegas (partido)
General Villegas (Partido de General Conrado E. Villegas) is een partido in de Argentijnse provincie Buenos Aires. Het bestuurlijke gebied telt 28.960 inwoners.

## Plaatsen in partido General Villegas
- Banderaló
- Cañada Seca
- Coronel Charlone (o Fernando Martí)
- Emilio V. Bunge
- General Villegas
- Massey Est. Elordi
- Pichincha
- Piedritas
- Santa Eleodora
- Santa Regina
- Villa Saboya
- Villa Sauze